# کمترین مربعات غیرخطی
کمترین مربعات غیرخطی (به انگلیسی: Non-linear least squares) شکل تحلیل کمترین مربعات است که برای برازش مجموعه‌ای از m مشاهدات با مدلی غیرخطی در n پارامتر مجهول (m) استفاده می‌شود. ≥ n). در برخی از اشکال رگرسیون غیرخطی استفاده می‌شود. اساس روش این است که مدل را با یک مدل خطی تقریب کنیم و پارامترها را با تکرارهای متوالی اصلاح کنیم. شباهت‌های زیادی با کمترین مربعات خطی وجود دارد، اما برخی تفاوت‌های قابل توجه نیز وجود دارد. در تئوری اقتصادی، روش کمرین مربعات غیرخطی در (i) رگرسیون پروبیت، (ب) رگرسیون آستانه، (iii) رگرسیون هموار، (IV) رگرسیون پیوند لجستیک، (v) رگرسیون‌های تبدیل‌شده باکس-کاکس (V) استفاده می‌شود. {\displaystyle m(x,\theta _{i})=\theta _{1}+\theta _{2}x^{(\theta _{3})}}).